# Сулейман Алі Нашнуш
Сулейма́н Алі Нашну́ш (араб. سليمان علي نشنوش ; 17 серпня 1943, Триполі, Лівія — 25 лютого 1991) — лівійський баскетболіст. Згідно з Книгою рекордів Гіннеса — найвища людина на Землі станом на 1991 рік. Один із сімнадцяти задокументованих випадків зросту у понад 8 футів.
1960.року Нашнуш вдало переніс операцію з метою зупинити подальший ріст. Виступав за баскетбольну збірну Лівії у відборі до чемпіонату світу 1962 року. 1969 року брав участь у зйомках фільму «Сатирикон Фелліні» режисера Федеріко Фелліні (служка Трифени).
Сулейман Нашнуш вважається найвищим з-поміж усіх професійних баскетболістів в історії.